# Panamerikanische Spiele 1983/Tennis/Dameneinzel
Das Dameneinzel der Panamerikanischen Spiele 1983 war ein Tenniswettbewerb in Caracas.

## Austragungsmodus
Die 21 Teilnehmerinnen wurden zunächst auf sieben Vorrundengruppen zu je drei Spielerinnen verteilt, in denen jede gegen jede spielte. Die jeweils beiden Gruppenersten rückten in das Achtelfinale vor, ab dem dann im K.-o.-System gespielt wurde.

## Vorrunde

### Gruppe A

#### Ergebnisse
| Spielerin     | Spielerin        | Ergebnis |
| ------------- | ---------------- | -------- |
| Helena Kemp   | Gretchen Rush    | [ 2 ]    |
| Helena Kemp   | Claudia Borgiani | 0:6, 0:6 |
| Gretchen Rush | Claudia Borgiani | 6:4, 6:2 |

#### Tabelle
| Pos. | Spielerin        | Matches | Sätze | Spiele |
| ---- | ---------------- | ------- | ----- | ------ |
| 1    | Gretchen Rush    | 2:0     |       |        |
| 2    | Claudia Borgiani | 1:1     | 2:2   | 18:12  |
| 3    | Helena Kemp      | 0:2     |       |        |

### Gruppe B

#### Ergebnisse
| Spielerin             | Spielerin             | Ergebnis |
| --------------------- | --------------------- | -------- |
| Liliana Fernández     | María Ester Rodríguez | [ 2 ]    |
| Liliana Fernández     | Marilda Juliá         | [ 2 ]    |
| María Ester Rodríguez | Marilda Juliá         | 1:6, 3:6 |

#### Tabelle
| Pos. | Spielerin             | Matches | Sätze | Spiele |
| ---- | --------------------- | ------- | ----- | ------ |
| 1    | Liliana Fernández     | 2:0     |       |        |
| 2    | Marilda Juliá         | 1:1     |       |        |
| 3    | María Ester Rodríguez | 0:2     |       |        |

### Gruppe C

#### Ergebnisse
| Spielerin    | Spielerin      | Ergebnis |
| ------------ | -------------- | -------- |
| Mary Dávila  | Vicki Tasker   | [ 2 ]    |
| Mary Dávila  | Heliane Steden | 0:6, 0:6 |
| Vicki Tasker | Heliane Steden | 1:6, 1:6 |

#### Tabelle
| Pos. | Spielerin      | Matches | Sätze | Spiele |
| ---- | -------------- | ------- | ----- | ------ |
| 1    | Heliane Steden | 2:0     | 4:0   | 24:01  |
| 2    | Mary Dávila    | 1:1     |       |        |
| 3    | Vicki Tasker   | 0:2     |       |        |

### Gruppe D

#### Ergebnisse
| Spielerin      | Spielerin    | Ergebnis      |
| -------------- | ------------ | ------------- |
| Gloria Escobar | Mercedes Paz | 6:7, 6:4, 3:6 |
| Gloria Escobar | Louise Allen | 1:6, 1:6      |
| Mercedes Paz   | Louise Allen | [ 2 ]         |

#### Tabelle
| Pos. | Spielerin      | Matches | Sätze | Spiele |
| ---- | -------------- | ------- | ----- | ------ |
| 1    | Louise Allen   | 2:0     |       |        |
| 2    | Mercedes Paz   | 1:1     |       |        |
| 3    | Gloria Escobar | 0:2     | 1:4   | 20:29  |

### Gruppe E

#### Ergebnisse
| Spielerin      | Spielerin     | Ergebnis |
| -------------- | ------------- | -------- |
| Graciela Pérez | Valerie Garip | [ 2 ]    |
| Graciela Pérez | Kim Tasker    | 7:6, 6:4 |
| Valerie Garip  | Kim Tasker    | [ 2 ]    |

#### Tabelle
| Pos. | Spielerin      | Matches | Sätze | Spiele |
| ---- | -------------- | ------- | ----- | ------ |
| 1    | Graciela Pérez | 2:0     |       |        |
| 2    | Valerie Garip  | 1:1     |       |        |
| 3    | Kim Tasker     | 0:2     |       |        |

### Gruppe F

#### Ergebnisse
| Spielerin         | Spielerin         | Ergebnis |
| ----------------- | ----------------- | -------- |
| Odalis Moreno     | Beatriz Fernández | 2:6, 1:6 |
| Odalis Moreno     | Silvana Campos    | 0:6, 3:6 |
| Beatriz Fernández | Silvana Campos    | 6:1, 6:2 |

#### Tabelle
| Pos. | Spielerin         | Matches | Sätze | Spiele |
| ---- | ----------------- | ------- | ----- | ------ |
| 1    | Beatriz Fernández | 2:0     | 4:0   | 24:05  |
| 2    | Silvana Campos    | 1:1     | 2:2   | 15:15  |
| 3    | Odalis Moreno     | 0:2     | 0:4   | 05:24  |

### Gruppe G

#### Ergebnisse
| Spielerin         | Spielerin          | Ergebnis |
| ----------------- | ------------------ | -------- |
| Luciana Corsato   | Claudia Hernández  | [ 2 ]    |
| Luciana Corsato   | Stefanía Sernaglia | 6:3, 6:2 |
| Claudia Hernández | Stefanía Sernaglia | [ 2 ]    |

#### Tabelle
| Pos. | Spielerin          | Matches | Sätze | Spiele |
| ---- | ------------------ | ------- | ----- | ------ |
| 1    | Claudia Hernández  | 2:0     |       |        |
| 2    | Luciana Corsato    | 1:1     |       |        |
| 3    | Stefanía Sernaglia | 0:2     |       |        |

## K.-o.-Runde
| Achtelfinale | Achtelfinale | Achtelfinale | Achtelfinale | Achtelfinale |  |  | Viertelfinale | Viertelfinale | Viertelfinale | Viertelfinale | Viertelfinale |  |           | Halbfinale | Halbfinale | Halbfinale | Halbfinale | Halbfinale       |                  |                  | Finale           | Finale           | Finale | Finale | Finale |
|              |              |              |              |              |  |  |               |               |               |               |               |  |           |            |            |            |            |                  |                  |                  |                  |                  |        |        |        |
|              |              |              |              |              |  |  |               |               |               |               |               |  |           |            |            |            |            |                  |                  |                  |                  |                  |        |        |        |
|              |              |              |              |              |  |  |               | H. Steden     | 6             | 6             |               |  |           |            |            |            |            |                  |                  |                  |                  |                  |        |        |        |
|              | G. Pérez     | [ 2 ]        |              |              |  |  |               | G. Pérez      | 0             | 2             |               |  |           |            |            |            |            |                  |                  |                  |                  |                  |        |        |        |
|              | L. Corsato   |              |              |              |  |  |               |               |               |               |               |  | H. Steden | 4          | 2          |            |            |                  |                  |                  |                  |                  |        |        |        |
|              | B. Fernández | 6            | 6            |              |  |  |               | B. Fernández  | 6             | 6             |               |  |           |            |            |            |            |                  |                  |                  |                  |                  |        |        |        |
|              | V. Garip     | 0            | 0            |              |  |  |               | B. Fernández  | 6             | 6             |               |  |           |            |            |            |            |                  |                  |                  |                  |                  |        |        |        |
|              | L. Allen     | 6            | 7            |              |  |  |               | L. Allen      | 1             | 2             |               |  |           |            |            |            |            |                  |                  |                  |                  |                  |        |        |        |
|              | L. Fernández | 1            | 5            |              |  |  |               |               |               |               |               |  |           |            |            |            |            |                  |                  | B. Fernández     | 6                | 3                | 5      |        |        |
|              | M. Paz       | 6            | 6            |              |  |  |               | G. Rush       | 1             | 6             | 7             |  |           |            |            |            |            |                  |                  |                  |                  |                  |        |        |        |
|              | M. Juliá     | 1            | 0            |              |  |  |               | M. Paz        | 3             | 6             | 2             |  |           |            |            |            |            |                  |                  |                  |                  |                  |        |        |        |
|              | S. Campos    | 7            | 6            |              |  |  |               | S. Campos     | 6             | 4             | 6             |  |           |            |            |            |            |                  |                  |                  |                  |                  |        |        |        |
|              | C. Hernández | 5            | 4            |              |  |  |               |               |               |               |               |  | S. Campos | 5          | 5          |            |            |                  |                  |                  |                  |                  |        |        |        |
|              | C. Borgiani  | 6            | 6            |              |  |  |               | G. Rush       | 7             | 7             |               |  |           |            |            |            |            |                  |                  |                  |                  |                  |        |        |        |
|              | M. Dávila    | 3            | 0            |              |  |  |               | C. Borgiani   | 3             | 4             |               |  |           |            |            |            |            | Spiel um Platz 3 | Spiel um Platz 3 | Spiel um Platz 3 | Spiel um Platz 3 | Spiel um Platz 3 |        |        |        |
|              |              |              |              |              |  |  |               | G. Rush       | 6             | 6             |               |  |           |            | H. Steden  | 7          | 6          |                  |                  |                  |                  |                  |        |        |        |
|              |              |              |              |              |  |  |               |               |               |               |               |  |           |            | S. Campos  | 5          | 1          |                  |                  |                  |                  |                  |        |        |        |

## Quelle
- Memoria IX Juegos Deportivos Panamericanos 1983 Caracas -Venezuela (PDF-Datei; 25,3 MB), S. 357–359. Die einzelnen Ergebnisse wurden so weit wie möglich aus online verfügbaren zeitgenössischen Zeitungsmeldungen zusammengetragen.